# Blars
Blars település Franciaországban, Lot megyében. Lakosainak száma 135 fő (2022. január 1.). Blars Espédaillac, Marcilhac-sur-Célé, Orniac, Quissac-en-Quercy, Sauliac-sur-Célé és Sénaillac-Lauzès községekkel határos.

## Népesség
A település népességének változása:
| Lakosok száma | 144  | 131  | 138  | 126  | 126  | 132  | 138  | 131  | 131  | 135  |
|               | 1968 | 1982 | 1990 | 2006 | 2013 | 2015 | 2017 | 2019 | 2020 | 2022 |